# 维尼修斯·儒尼奥尔
维尼修斯·何塞·派尚·德奥利韦拉·儒尼奥尔（葡萄牙語：Vinícius José Paixão de Oliveira Júnior，葡萄牙語發音：[viˈnisjus ˈʒũɲoʁ]；2000年7月12日—），通称维尼修斯·儒尼奥尔（Vinícius Júnior）或小維尼（Vini Jr.），出生於巴西聖保羅，是一名巴西職業足球員，司職前鋒，目前效力於西甲俱樂部皇家馬德里及巴西國家足球隊。

## 俱樂部生涯
童年时期，维尼修斯在巴西一贫民窟长大，常在街边与伙伴一起踢野球。5岁該年，父亲送其去当地一所弗拉门戈體育俱乐部合作學校，当时校内教练就盛讚年幼的维尼修斯，甚至允许他与其他任何年龄段的球员一起训练。
10岁时，维尼修斯正式与弗拉门戈青训营签约，三年后，维尼修斯开始代表弗拉门戈U15出征各项赛事。他第一次进入公众视线是2015年在哥伦比亚举行的南美U15锦标赛，维尼修斯出场6次攻入6球，凭借他的出色表现，巴西U15夺下冠军。
2017年夏天，皇马花费4500万欧元的转会费从弗拉门戈签下了时年17岁的维尼修斯，並於一年後正式加盟皇家馬德里。
2018年9月29日，他在對马德里竞技的比赛中，第87分钟替补出场，成为皇马首个登场的“00后”球员。
2022年，维尼修斯在歐冠決賽入了皇马队唯一一球，幫助皇馬奪得歐冠冠軍。

## 國家隊生涯
2017年2月，在智利举行的南美U17锦标赛上，维尼修斯再次成为巴西队夺冠之路上的绝对功臣。整届赛事中，他在9场比赛中攻入7球荣膺赛事金靴奖，同时他也被评选为赛事最佳球员。维尼修斯在巴西U17的数据相当骇人——目前他共为巴西U17出场过22次，但已经有19球入账。
2022年3月24日，維尼修斯在2022年世界盃預選賽對陣智利的比賽中打進了他在巴西國家足球隊的處子球。

## 種族歧視風波
維尼修斯一直以來都受到西班牙球迷種族歧視。2023年2月，在皇馬對陣皇家馬略卡的比賽中，有皇家馬略卡的球迷說維尼修斯是一只猴。2023年3月，皇馬對陣馬德里競技的西班牙國王盃比賽前夕，四位球迷將穿著維尼修斯球衣的黑色充氣玩偶懸掛在一座橋上，配上橫幅「馬競討厭皇馬」，最終四人被西班牙警方逮捕。
2023年5月21日，在皇馬對陣巴伦西亚的西甲聯賽中，維尼修斯遭到巴倫西亞支持者種族歧視。事件引發廣泛爭議，兩名涉事球迷也終究被查出聲明，同時遭終身禁止觀看比賽。事件也引起外界廣泛關注西甲聯賽普遍出現的種族歧視行為，而維尼修斯本人也公平批判西甲聯賽默許球迷的種族歧視行徑，要求採取更嚴厲的措施，打擊種族主義行為。隨後皇家馬德里發表正式聲明，壓力譴責對維尼修斯的種族虐待行為，認為有關行徑是對西班牙民主共融模式的直接攻擊；皇家表示已將事件作為“仇恨犯罪”通報給西班牙檢察總長，同時保留自訴權利。事件也驚動了國際足協，以至於足協成立了處理球員遭種族歧視問題的專責委員會，由足協主席牽頭。

## 榮譽
皇家馬德里
- 西班牙足球甲级联赛冠軍：2019–20[13]、2021–22、2023–24
- 西班牙超級盃冠軍：2019–20[14]、2021–22 [15]、2023–24
- 世界冠軍球會盃冠軍：2018[16]、2022[17]
- 歐洲冠軍聯賽冠軍：2021–22[18]、2023–24
- 歐洲超級盃冠軍：2022、2024
- 西班牙國王盃冠軍：2022–23

個人
- 2024年國際足協世界足球先生[19]

## 外部連結
- Soccerway資料庫：维尼修斯·儒尼奥尔
- 维尼修斯·儒尼奥尔在BDFutbol中的档案